# Vanilla Fudge (album)
Albums de Vanilla Fudge
The Beat Goes On
Vanilla Fudge est le premier album du groupe psychédélique Vanilla Fudge, sorti en 1967. Il se compose entièrement de reprises.

## Titres

### Face 1
1. Ticket to Ride (John Lennon, Paul McCartney) – 5:40
2. People Get Ready (Curtis Mayfield) – 6:30
3. She's Not There (Rod Argent) – 4:55
4. Bang Bang (Sonny Bono) – 5:20

### Face 2
1. STRA (Illusions of My Childhood — Part One) – 0:20
2. You Keep Me Hangin' On (Brian Holland, Lamont Dozier, Eddie Holland) – 7:20
3. WBER (Illusions of My Childhood — Part Two) – 0:23
4. Take Me for a Little While (Trade Martin) – 3:27
5. RYFI (Illusions of My Childhood — Part Three) – 0:23
6. Eleanor Rigby (John Lennon, Paul McCartney) – 7:40
7. ELDS – 0:31

## Musiciens
- Carmine Appice : batterie, chœurs
- Tim Bogert : basse, chœurs
- Vince Martell : guitare, chœurs
- Mark Stein : chant, claviers

## Samples
Eleanor Rigby a été samplée par Booba dans son morceau Repose en paix.